# Moisés Ribeiro Santos
Moisés Ribeiro Santos (Salvador, 3 marzo 1991) è un calciatore brasiliano, centrocampista del Gama.

## Carriera
Nato a Salvador, Moisés comincia a giocare da professionista nell'Olaria, in prestito dal Corinthians. Il 1º giugno passa nuovamente in prestito, questa volta al Bragantino. Successivamente gira molte squadre tra prestiti e veloci passaggi, tra le quali il Boa Esporte, Mogi Mirim, Linense ed il Sampaio Corrêa. Il 21 luglio 2015 si trasferisce in Giappone, all'Avispa Fukuoka,squadra della cadetteria giapponese.Debutta il 1º novembre nella vittoria casalinga per 4-0 contro lo Yokohama FC. Visto l'impiego con il contagocce con la squadra giapponese, Moisés torna in Brasile firmando con la Chapecoense. Fa il suo esordio il 1º giugno 2016, subentrando nel secondo tempo al posto di Josimar nella vittoria in trasferta per 4-3 contro il Coritiba. Moisés si salva nel disastro del 28 novembre dove perde 19 compagni di squadra, non essendo stato convocato per la finale di andata della Coppa Sudamericana..

## Palmares

### Competizioni statali
- Campionato Catarinense: 2

Chapecoense: 2016, 2017

### Competizioni internazionali
- Coppa Sudamericana: 1

Chapecoense: 2016